# Gamajun

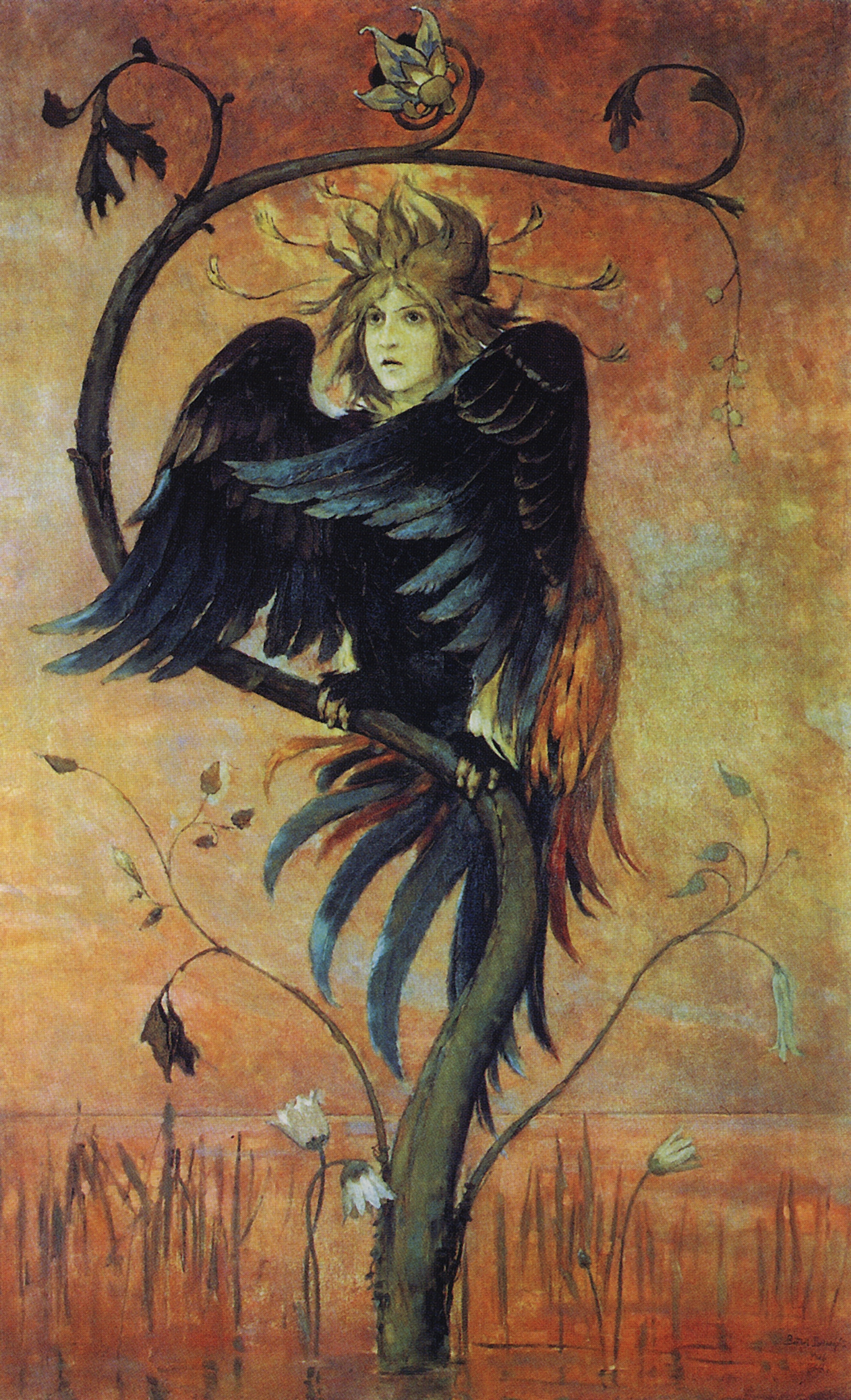
Wiktor Wasniecow
«Gamajun, ptak wieszczący»,
1895 r.

Gamajun (ros.  Гамаюн) – postać z folkloru rosyjskiego, pojawiająca się po raz pierwszy w poezji i malarstwie w drugiej połowie XIX wieku. 
Jest to wieszczy ptak, wysłannik bogów, ich herold, wyśpiewujący ludziom boskie hymny i przepowiadający przyszłość tym, którzy umieją słuchać i są otwarci na tajemnice. Przedstawia się go jako ptaka z głową i piersiami kobiety. 
Gdy Gamajun nadlatuje od wschodu, niesie ze sobą śmiercionośną burzę. Gamajun wie o wszystkim na świecie, o pochodzeniu ziemi, nieba, bogów i bohaterów, ludzi, potworów, ptaków i zwierząt.
Pierwsze przedstawienie malarskie Gamajuna stworzył w 1895 roku Wiktor Wasniecow. Zainspirowany obrazem prezentowanym w petersburskiej Akademii Sztuk Aleksander Błok napisał w 1899 roku wiersz Gamajun, wieszczy ptak, którego muzyczna adaptacja stanowi część cyklu wokalnego Siedem wierszy Aleksandra Błoka, napisanego w 1967 r. przez Dmitrija Szostakowicza.

## Linki
- Энциклопедия вымышленных существ
- Алконост, Сирин, Гамаюн, или Райские птицы Древней Руси. myth.sidheland.com. [zarchiwizowane z tego adresu (2006-05-17)].